# 1928 في المكسيك
فيما يلي قوائم الأحداث التي وقعت خلال عام 1928 في المكسيك.

## سياسة

### تعيين في المنصب
- 1 ديسمبر – إميليو أولياء جيل رئيس المكسيك.

### انتهاء فترة المنصب
- 30 نوفمبر – بلوتاركو إلياس كاليس رئيس المكسيك.

## مواليد

### مارس
- 13 مارس – بوب جرين وود لاعب كرة قاعدة مكسيكي.
- 30 مارس – ماريو لاماس لاعب كرة مضرب مكسيكي.

### أكتوبر
- 30 أكتوبر – راؤول كارديناس لاعب كرة قدم مكسيكي.[1]

## وفيات

### يوليو
- 17 يوليو – ألفارو أوبريغون (مواليد 1880)[2]